# Catostomus catostomus
Catostomus catostomus es una especie de peces de la familia Catostomidae en el orden de los Cypriniformes.